# Lijst van nummers van Crosby, Stills & Nash (& Young)
Dit is een lijst van nummers van Crosby, Stills & Nash (& Young). De lijst bevat de nummers van de studio-, live- en verzamelalbums waarop ze voor het eerst zijn uitgebracht, inclusief covers zoals bijvoorbeeld van The Beatles.

## Lijst
De kolommen zijn gesorteerd naar lied en kunnen anders gesorteerd worden door bovenaan de kolom te klikken.
| Formatie | lied                                                                                    | geschreven door                                           | album                 | jaar |
| -------- | --------------------------------------------------------------------------------------- | --------------------------------------------------------- | --------------------- | ---- |
| CSN      | Suite: Judy blue eyes                                                                   | Stephen Stills                                            | Crosby, Stills & Nash | 1969 |
| CSN      | Marrakesh Express                                                                       | Graham Nash                                               | Crosby, Stills & Nash | 1969 |
| CSN      | Guinnevere                                                                              | David Crosby                                              | Crosby, Stills & Nash | 1969 |
| CSN      | You don't have to cry                                                                   | Stephen Stills                                            | Crosby, Stills & Nash | 1969 |
| CSN      | Pre-road downs                                                                          | Graham Nash                                               | Crosby, Stills & Nash | 1969 |
| CSN      | Wooden ships                                                                            | David Crosby, Stephen Stills en Paul Kantner              | Crosby, Stills & Nash | 1969 |
| CSN      | Lady of the island                                                                      | Graham Nash                                               | Crosby, Stills & Nash | 1969 |
| CSN      | Helplessly hoping                                                                       | Stephen Stills                                            | Crosby, Stills & Nash | 1969 |
| CSN      | Long time gone                                                                          | David Crosby                                              | Crosby, Stills & Nash | 1969 |
| CSN      | 49 bye-byes                                                                             | Stephen Stills                                            | Crosby, Stills & Nash | 1969 |
| CSNY     | Carry on                                                                                | Stephen Stills                                            | Déjà vu               | 1970 |
| CSNY     | Teach your children                                                                     | Graham Nash                                               | Déjà vu               | 1970 |
| CSNY     | Almost cut my hair                                                                      | David Crosby                                              | Déjà vu               | 1970 |
| CSNY     | Helpless                                                                                | Neil Young                                                | Déjà vu               | 1970 |
| CSNY     | Woodstock                                                                               | Joni Mitchell                                             | Déjà vu               | 1970 |
| CSNY     | Déjà vu                                                                                 | David Crosby                                              | Déjà vu               | 1970 |
| CSNY     | Our house                                                                               | Graham Nash                                               | Déjà vu               | 1970 |
| CSNY     | 4 + 20                                                                                  | Stephen Stills                                            | Déjà vu               | 1970 |
| CSNY     | Country girl (Whiskey boot hill / Down down down / Country girl (I think you're pretty) | Neil Young                                                | Déjà vu               | 1970 |
| CSNY     | Everybody I love you                                                                    | Stephen Stills en Neil Young                              | Déjà vu               | 1970 |
| CSNY     | On the way home                                                                         | Neil Young                                                | 4 way street          | 1971 |
| CSNY     | Triad                                                                                   | David Crosby                                              | 4 way street          | 1971 |
| CSNY     | The lee shore                                                                           | David Crosby                                              | 4 way street          | 1971 |
| CSNY     | Chicago                                                                                 | Graham Nash                                               | 4 way street          | 1971 |
| CSNY     | Right between the eyes                                                                  | Graham Nash                                               | 4 way street          | 1971 |
| CSNY     | Cowgirl in the sand                                                                     | Neil Young                                                | 4 way street          | 1971 |
| CSNY     | Don't let it bring you down                                                             | Neil Young                                                | 4 way street          | 1971 |
| CSNY     | 49 Bye-byes/America's children                                                          | Stephen Stills                                            | 4 way street          | 1971 |
| CSNY     | Love the one you're with                                                                | Stephen Stills                                            | 4 way street          | 1971 |
| CSNY     | Southern man                                                                            | Neil Young                                                | 4 way street          | 1971 |
| CSNY     | Ohio                                                                                    | Neil Young                                                | 4 way street          | 1971 |
| CSNY     | Find the cost of freedom                                                                | Stephen Stills                                            | 4 way street          | 1971 |
| CSN      | Shadow captain                                                                          | David Crosby en Craig Doerge                              | CSN                   | 1977 |
| CSN      | See the changes                                                                         | Stephen Stills                                            | CSN                   | 1977 |
| CSN      | Carried away                                                                            | Graham Nash                                               | CSN                   | 1977 |
| CSN      | Fair game                                                                               | Stephen Stills                                            | CSN                   | 1977 |
| CSN      | Anything at all                                                                         | David Crosby                                              | CSN                   | 1977 |
| CSN      | Cathedral                                                                               | Graham Nash                                               | CSN                   | 1977 |
| CSN      | Dark star                                                                               | Stephen Stills                                            | CSN                   | 1977 |
| CSN      | Just a song before I go                                                                 | Graham Nash                                               | CSN                   | 1977 |
| CSN      | Run from tears                                                                          | Stephen Stills                                            | CSN                   | 1977 |
| CSN      | Cold rain                                                                               | Graham Nash                                               | CSN                   | 1977 |
| CSN      | In my dreams                                                                            | David Crosby                                              | CSN                   | 1977 |
| CSN      | I give you give blind                                                                   | Stephen Stills                                            | CSN                   | 1977 |
| CSN      | First things first                                                                      | Stephen Stills, Joe Schermie en Jon Smith                 | Replay                | 1980 |
| CSN      | To the last whale - A critical mass                                                     | David Crosby                                              | Replay                | 1980 |
| CSN      | To the last whale - Wind on the water                                                   | Graham Nash                                               | Replay                | 1980 |
| CSN      | Change partners                                                                         | Stephen Stills                                            | Replay                | 1980 |
| CSN      | Wasted on the way                                                                       | Graham Nash                                               | Daylight again        | 1982 |
| CSN      | Southern cross                                                                          | Michael en Richard Curtis (Crazy Horse) en Stephen Stills | Daylight again        | 1982 |
| CSN      | Into the darkness                                                                       | Graham Nash                                               | Daylight again        | 1982 |
| CSN      | Delta                                                                                   | David Crosby                                              | Daylight again        | 1982 |
| CSN      | Since I met you                                                                         | Michael Stergis en Stephen Stills                         | Daylight again        | 1982 |
| CSN      | Too much love to hide                                                                   | Stephen Stills en Gerry Tolman                            | Daylight again        | 1982 |
| CSN      | Song for Susan                                                                          | Graham Nash                                               | Daylight again        | 1982 |
| CSN      | You are alive                                                                           | Michael Stergis en Stephen Stills                         | Daylight again        | 1982 |
| CSN      | Might as well have a good time                                                          | Craig Doerge                                              | Daylight again        | 1982 |
| CSN      | War games                                                                               | Stephen Stills                                            | Allies                | 1983 |
| CSN      | Raise a voice                                                                           | Graham Nash en Stephen Stills                             | Allies                | 1983 |
| CSN      | Turn your back on love                                                                  | Graham Nash, Stephen Stills en Michael Stergis            | Allies                | 1983 |
| CSN      | Barrel of pain                                                                          | Graham Nash                                               | Allies                | 1983 |
| CSN      | Blackbird                                                                               | John Lennon en Paul McCartney                             | Allies                | 1983 |
| CSN      | He played real good for free                                                            | Joni Mitchell                                             | Allies                | 1983 |
| CSN      | For what it's worth                                                                     | Stephen Stills                                            | Allies                | 1983 |
| CSNY     | American dream                                                                          | Neil Young                                                | American dream        | 1988 |
| CSNY     | Got it made                                                                             | Stephen Stills en Neil Young                              | American dream        | 1988 |
| CSNY     | Name of love                                                                            | Neil Young                                                | American dream        | 1988 |
| CSNY     | Don't say good-bye                                                                      | Graham Nash en Joe Vitale                                 | American dream        | 1988 |
| CSNY     | This old house                                                                          | Neil Young                                                | American dream        | 1988 |
| CSNY     | Nighttime for generals                                                                  | David Crosby en Craig Doerge                              | American dream        | 1988 |
| CSNY     | Shadowland                                                                              | Graham Nash, Rick Ryan en Joe Vitale                      | American dream        | 1988 |
| CSNY     | Drivin' thunder                                                                         | Stephen Stills en Neil Young                              | American dream        | 1988 |
| CSNY     | Clear blue skies                                                                        | Graham Nash                                               | American dream        | 1988 |
| CSNY     | That girl                                                                               | Bob Blaub, Stephen Stills en Joe Vitale                   | American dream        | 1988 |
| CSNY     | Compass                                                                                 | David Crosby                                              | American dream        | 1988 |
| CSNY     | Soldiers of peace                                                                       | Craig Doerge, Graham Nash en Joe Vitale                   | American dream        | 1988 |
| CSNY     | Feel your love                                                                          | Neil Young                                                | American dream        | 1988 |
| CSNY     | Night song                                                                              | Stephen Stills en Neil Young                              | American dream        | 1988 |
| CSN      | Live it up                                                                              | Joe Vitale                                                | Live it up            | 1990 |
| CSN      | If anybody had a heart                                                                  | Danny Kortchmar en John David Souther                     | Live it up            | 1990 |
| CSN      | Tomboy                                                                                  | Stephen Stills                                            | Live it up            | 1990 |
| CSN      | Haven't we lost enough?                                                                 | Kevin Cronin en Stephen Stills                            | Live it up            | 1990 |
| CSN      | Yours and mine                                                                          | Graham Nash, Craig Doerge en David Crosby                 | Live it up            | 1990 |
| CSN      | (Got to keep) Open                                                                      | Graham Nash en Stephen Stills                             | Live it up            | 1990 |
| CSN      | Straight line                                                                           | Tony Beard                                                | Live it up            | 1990 |
| CSN      | House of broken dreams                                                                  | Graham Nash                                               | Live it up            | 1990 |
| CSN      | Arrows                                                                                  | Michael Hedges en David Crosby                            | Live it up            | 1990 |
| CSN      | After the dolphin                                                                       | Craig Doerge en Graham Nash                               | Live it up            | 1990 |
| CSNY     | Song with no words (Tree with no leaves)                                                | David Crosby                                              | CSN (boxset)          | 1991 |
| CSNY     | Horses through a rainstorm                                                              | Graham Nash en Terry Reid                                 | CSN (boxset)          | 1991 |
| CSNY     | 4+20                                                                                    | Stephen Stills                                            | CSN (boxset)          | 1991 |
| CSNY     | Laughing                                                                                | David Crosby                                              | CSN (boxset)          | 1991 |
| CSNY     | Old times good times                                                                    | Stephen Stills                                            | CSN (boxset)          | 1991 |
| CSNY     | Music is love                                                                           | David Crosby                                              | CSN (boxset)          | 1991 |
| CSNY     | I'd swear there was somebody there                                                      | David Crosby                                              | CSN (boxset)          | 1991 |
| CSNY     | Man in the mirror                                                                       | Graham Nash                                               | CSN (boxset)          | 1991 |
| CSNY     | Urge for going                                                                          | Joni Mitchell                                             | CSN (boxset)          | 1991 |
| CSNY     | I used to be a king                                                                     | Graham Nash                                               | CSN (boxset)          | 1991 |
| CSNY     | Simple man                                                                              | Graham Nash                                               | CSN (boxset)          | 1991 |
| CSNY     | Southbound train                                                                        | Graham Nash                                               | CSN (boxset)          | 1991 |
| CSNY     | My love is a gentle thing                                                               | Stephen Stills                                            | CSN (boxset)          | 1991 |
| CSNY     | So begins the task                                                                      | Stephen Stills                                            | CSN (boxset)          | 1991 |
| CSNY     | Turn back the pages                                                                     | Stephen Stills en Donnie Dacus                            | CSN (boxset)          | 1991 |
| CSNY     | It doesn't matter                                                                       | Stephen Stills en Chris Hillman                           | CSN (boxset)          | 1991 |
| CSNY     | Homeward through the haze                                                               | David Crosby                                              | CSN (boxset)          | 1991 |
| CSNY     | Where will I be?                                                                        | David Crosby                                              | CSN (boxset)          | 1991 |
| CSNY     | Cowboy of dreams                                                                        | Graham Nash                                               | CSN (boxset)          | 1991 |
| CSNY     | Bittersweet                                                                             | David Crosby                                              | CSN (boxset)          | 1991 |
| CSNY     | Prison song                                                                             | Graham Nash                                               | CSN (boxset)          | 1991 |
| CSNY     | Another sleep song                                                                      | Graham Nash                                               | CSN (boxset)          | 1991 |
| CSNY     | Taken at all                                                                            | Graham Nash en David Crosby                               | CSN (boxset)          | 1991 |
| CSNY     | Thoroughfare gap                                                                        | Stephen Stills                                            | CSN (boxset)          | 1991 |
| CSNY     | Wild tales                                                                              | Graham Nash                                               | CSN (boxset)          | 1991 |
| CSNY     | Dear Mr. Fantasy                                                                        | Steve Winwood, Jim Capaldi en Chris Wood                  | CSN (boxset)          | 1991 |
| CSNY     | Tracks in the dust                                                                      | David Crosby                                              | CSN (boxset)          | 1991 |
| CSNY     | As I come of age                                                                        | Stephen Stills                                            | CSN (boxset)          | 1991 |
| CSNY     | 50/50                                                                                   | Stephen Stills en Joe Lala                                | CSN (boxset)          | 1991 |
| CSNY     | Drive my car                                                                            | David Crosby                                              | CSN (boxset)          | 1991 |
| CSN      | Only waiting for you                                                                    | Stephen Stills                                            | After the storm       | 1994 |
| CSN      | Find a dream                                                                            | Graham Nash                                               | After the storm       | 1994 |
| CSN      | Camera                                                                                  | David Crosby en Stephen Stills                            | After the storm       | 1994 |
| CSN      | Unequal love                                                                            | Graham Nash                                               | After the storm       | 1994 |
| CSN      | Till it shines                                                                          | David Crosby                                              | After the storm       | 1994 |
| CSN      | It won't go away                                                                        | Stephen Stills                                            | After the storm       | 1994 |
| CSN      | These empty days                                                                        | David Crosby en Graham Nash                               | After the storm       | 1994 |
| CSN      | In my life                                                                              | John Lennon en Paul McCartney                             | After the storm       | 1994 |
| CSN      | Street to lean on                                                                       | David Crosby                                              | After the storm       | 1994 |
| CSN      | Bad boyz                                                                                | Stephen Stills                                            | After the storm       | 1994 |
| CSN      | After the storm                                                                         | Graham Nash                                               | After the storm       | 1994 |
| CSN      | Panama                                                                                  | Stephen Stills                                            | After the storm       | 1994 |
| CSNY     | Faith in me                                                                             | Stephen Stills                                            | Looking forward       | 1999 |
| CSNY     | Looking forward                                                                         | Neil Young                                                | Looking forward       | 1999 |
| CSNY     | Stand and be counted                                                                    | David Crosby en James Raymond                             | Looking forward       | 1999 |
| CSNY     | Heartland                                                                               | Graham Nash                                               | Looking forward       | 1999 |
| CSNY     | Seen enough                                                                             | Stephen Stills                                            | Looking forward       | 1999 |
| CSNY     | Slowpoke                                                                                | Neil Young                                                | Looking forward       | 1999 |
| CSNY     | Dream for him                                                                           | David Crosby                                              | Looking forward       | 1999 |
| CSNY     | No tears left                                                                           | Stephen Stills                                            | Looking forward       | 1999 |
| CSNY     | Out of control                                                                          | Neil Young                                                | Looking forward       | 1999 |
| CSNY     | Someday soon                                                                            | Graham Nash                                               | Looking forward       | 1999 |
| CSNY     | Queen of them all                                                                       | Neil Young                                                | Looking forward       | 1999 |
| CSNY     | Sanibel                                                                                 | Denny Sarokin                                             | Looking forward       | 1999 |
| CSNY     | What are their names?                                                                   | David Crosby                                              | Déjà vu live          | 2008 |
| CSNY     | Living with war                                                                         | Neil Young                                                | Déjà vu live          | 2008 |
| CSNY     | After the garden                                                                        | Neil Young                                                | Déjà vu live          | 2008 |
| CSNY     | Military madness                                                                        | Graham Nash                                               | Déjà vu live          | 2008 |
| CSNY     | Let's impeach the president                                                             | Neil Young                                                | Déjà vu live          | 2008 |
| CSNY     | Shock and awe                                                                           | Neil Young                                                | Déjà vu live          | 2008 |
| CSNY     | Families                                                                                | Neil Young                                                | Déjà vu live          | 2008 |
| CSNY     | Looking for a leader                                                                    | Neil Young                                                | Déjà vu live          | 2008 |
| CSNY     | Roger and out                                                                           | Neil Young                                                | Déjà vu live          | 2008 |
| CSN      | Questions                                                                               | Stephen Stills                                            | CSN 2012              | 2012 |
| CSN      | Lay me down                                                                             | James Raymond                                             | CSN 2012              | 2012 |
| CSN      | Almost gone (The ballad of Bradley Manning)                                             | Graham Nash en James Raymond                              | CSN 2012              | 2012 |
| CSN      | Radio                                                                                   | David Crosby                                              | CSN 2012              | 2012 |
| CSN      | Bluebird                                                                                | Stephen Stills                                            | CSN 2012              | 2012 |
| CSN      | In your name                                                                            | Graham Nash                                               | CSN 2012              | 2012 |
| CSN      | Girl from the north country                                                             | Bob Dylan                                                 | CSN 2012              | 2012 |
| CSN      | As I come of age                                                                        | Stephen Stills                                            | CSN 2012              | 2012 |
| CSN      | Johnny's garden                                                                         | Stephen Stills                                            | CSN 2012              | 2012 |
| CSN      | So begins the task                                                                      | Stephen Stills                                            | CSN 2012              | 2012 |
| CSNY     | Immigration man                                                                         | Graham Nash                                               | CSNY 1974             | 2014 |
| CSNY     | Traces                                                                                  | Neil Young                                                | CSNY 1974             | 2014 |
| CSNY     | Grave concern                                                                           | Graham Nash                                               | CSNY 1974             | 2014 |
| CSNY     | Black queen                                                                             | Stephen Stills                                            | CSNY 1974             | 2014 |
| CSNY     | Fieldworker                                                                             | Graham Nash                                               | CSNY 1974             | 2014 |
| CSNY     | Time after time                                                                         | David Crosby                                              | CSNY 1974             | 2014 |
| CSNY     | Prison song                                                                             | Graham Nash                                               | CSNY 1974             | 2014 |
| CSNY     | Goodbye Dick                                                                            | Neil Young                                                | CSNY 1974             | 2014 |
| CSNY     | Mellow my mind                                                                          | Neil Young                                                | CSNY 1974             | 2014 |
| CSNY     | Word game                                                                               | Stephen Stills                                            | CSNY 1974             | 2014 |
| CSNY     | Myth of Sisyphus                                                                        | Stephen Stills en Kenny Passarelli                        | CSNY 1974             | 2014 |
| CSNY     | Love art blues                                                                          | Neil Young                                                | CSNY 1974             | 2014 |
| CSNY     | Hawaiian sunrise                                                                        | Neil Young                                                | CSNY 1974             | 2014 |
| CSNY     | My angel                                                                                | Stephen Stills                                            | CSNY 1974             | 2014 |
| CSNY     | Don't be denied                                                                         | Neil Young                                                | CSNY 1974             | 2014 |
| CSNY     | Revolution blues                                                                        | Neil Young                                                | CSNY 1974             | 2014 |
| CSNY     | Pushed it over the end                                                                  | Neil Young                                                | CSNY 1974             | 2014 |